# Christoph König (Politiker)
Christoph König (* 17. März 1882 in Lutter; † 26. Februar 1944 in Lutter) war ein führender sozialdemokratischer Schulpolitiker während der Weimarer Republik und preußischer Landtagsabgeordneter.

## Beruf
König besuchte nach der Volksschule die Präparandenanstalt und danach das Lehrerseminar in Heiligenstadt. Im Jahr 1902 schloss er die erste und 1905 zweite Lehramtsprüfung erfolgreich ab. Seit 1902 im preußischen Schuldienst war König von 1909 bis 1919 Volksschullehrer in Frankfurt am Main. Zwischen 1919 und 1921 war er Hilfsarbeiter im Ministerium für Wissenschaft, Kunst und Volksbildung in Berlin. Außerdem war er Vertreter einer Regierungs- und Schulratsstelle in Potsdam. Von 1921 bis 1925 war König Kreisschulrat in Swinemünde. Danach war er bis 1933 Schulrat beziehungsweise Oberschulrat beim Provinzial Schulkollegium mit Sitz in Berlin. Gleichzeitig war König Vizepräsident dieser Institution.

## Politik
König war einer der führenden sozialdemokratischen Schulpolitiker. Er war einer der einflussreichsten Personen in der Arbeitsgemeinschaft sozialdemokratischer Lehrer. Außerdem war er Mitglied der schulpolitischen Hauptstelle des deutschen Lehrervereins. Im Jahr 1929 wurde er für das Amt des preußischen Kultusministers gehandelt.
König war zwischen 1919 und 1921 Mitglied der verfassungsgebenden preußischen Landesversammlung und danach bis 1932 Mitglied des preußischen Landtages.